# Руандийски франк
Вижте пояснителната страница за други значения на франк.
Руандийският франк (на киняруанда: Ifaranga ry'u Rwanda) е националната валута на Руанда. Дели се на 100 сантима.

## История
Франкът става валута на Руанда през 1916 г., когато Белгия окупира по-рано германската колония, а белгийският-конгоански франк заменя германската източноафриканска рупия. Руанда е използвала валутата на Белгийско Конго до 1960 г., когато е въведен франкът на Руанда и Бурунди. Руанда започва да издава собствени франкове през 1964 г. Съществува предложение за въвеждане на нова обща валута - източноафрикански шилинг за петте държави членки на Източноафриканската общност. Въпреки че първоначално е планирано това да се случи до края на 2012 г., към юни 2016 г. обща валута не е въведена.

## Монети
През 1964 г. са въведени монети за 1, 5 и 10 франка, като 1 и 10 франка от медно-никелова сплав и 5 франка от бронз. През 1969 г. са въведени алуминиеви монети от 1 франк, последвани през 1970 г. от 1/2 и 2 франка също от алуминий. През 1974 г. е издадена монета от никел от 10 франка с по-малък размер. Месинговите 20 и 50 франка са въведени през 1977 г. През 2004 г. са издадени нови серии монети от 1 до 50 франка, а през 2008 г. е въведена нова биметална монета от 100 франка. В обращение са монети от 1, 2, 5, 10, 20, 50 и 100 франка.

## Банкноти
В обращение са банкноти от 500, 1000, 2000 и 5000 франка, като всички от тях са с различни години на издаване. Всички банкноти, издадени преди 2004 г., са изтеглени от обращение на 1 януари 2010 г.